# مارينو بيراني
مارينو بيراني (بالإيطالية: Marino Perani)‏ (مواليد 27 أكتوبر 1939 - 18 أكتوبر 2017) هو لاعب كرة قدم. يلعب مع منتخب إيطاليا لكرة القدم. سبق له أن لعب في كأس العالم لكرة القدم مع منتخب بلاده.

## روابط خارجية
- مارينو بيراني على موقع الاتحاد الدولي (مؤرشف)  (الإنجليزية)
- مارينو بيراني على موقع قاعدة بيانات كرة القدم.إي يو (الإنجليزية)
- مارينو بيراني على موقع ناشيونال فوتبول تيمز (الإنجليزية)
- مارينو بيراني على موقع عالم كرة القدم.نت (الإنجليزية)